# Mwamba Kazadi
Robert Kazadi Mwamba ou Mwamba Kazadi (Lubumbashi, 6 de março de 1947 — 1996) foi um goleiro da seleção de futebol do Zaire (atual República Democrática do Congo) em 1974, na primeira e única vez em que Zaire se classificou para uma Copa do Mundo FIFA. Ficou famoso por ser o primeiro goleiro a ser substituído sem se lesionar, porém a sua seleção estava perdendo de 3x0 para a Seleção Iugoslava de Futebol e seu reserva Dimbi Tubilandu acabou tomando os outros 6 gols. No jogo contra a Seleção Brasileira de Futebol, o jogo estava 2x0 para a selecionado canarinho quando aos 34 minutos do segundo tempo, o goleiro zairense engoliu um frango originário de um chute a gol do atacante Valdomiro que foi decisivo para a Seleção Brasileira de Futebol pegar a segunda vaga ao lado da Seleção Iugoslava de Futebol e eliminar a Seleção Escocesa de Futebol.